# Pablo Helman
Pablo Helman (5 de julio de 1958, Buenos Aires) es un especialista en efectos especiales en cinematografía. Bajo ese cargo ha trabajado en más de treinta películas desde 1996. 
Ha sido nominado al Óscar en la categoría de mejores efectos visuales en tres ocasiones: la primera en 2003 en la 75.º edición junto a  Rob Coleman, John Knoll y Ben Snow por el trabajo realizado en Star Wars: Episode II - Attack of the Clones (la película perdió contra El Señor de los Anillos: las dos torres); la segunda en 2006 en la 78.º edición junto a  Randal M. Dutra, Dennis Muren y Daniel Sudick por el trabajo realizado en La guerra de los mundos (la película perdió contra King Kong) y la tercera en 2020 en la 92.º edición junto a Leandro Estebecorena, Nelson Sepulveda-Fausser y Stephan Grabli por el trabajo realizado en El irlandés.
Desempeñó el rol de director por primera vez en la adaptación de la épica fantástica Tiempo de dragones.

## Filmografía

### Efectos especiales
| Año  | Título                                             | Comentario                                                                                |
| ---- | -------------------------------------------------- | ----------------------------------------------------------------------------------------- |
| 1995 | Evolver                                            |                                                                                           |
| 1995 | Apolo 13                                           |                                                                                           |
| 1995 | Días extraños                                      |                                                                                           |
| 1996 | Broken Arrow: Alarma nuclear                       |                                                                                           |
| 1996 | Independence Day                                   |                                                                                           |
| 1997 | The Lost World: Jurassic Park                      |                                                                                           |
| 1997 | Hombres de negro                                   |                                                                                           |
| 1997 | Contact                                            |                                                                                           |
| 1998 | Deep Impact                                        |                                                                                           |
| 1998 | Saving Private Ryan                                |                                                                                           |
| 1999 | Cielo de octubre                                   |                                                                                           |
| 1999 | Star Wars: Episodio I - La amenaza fantasma        |                                                                                           |
| 2000 | Space Cowboys                                      |                                                                                           |
| 2001 | The Pledge                                         |                                                                                           |
| 2002 | Star Wars: Episode II - Attack of the Clones       | Nominado al Óscar a Mejores efectos visuales                                              |
| 2003 | Terminator 3: La rebelión de las máquinas          |                                                                                           |
| 2003 | Master and Commander: The Far Side of the World    |                                                                                           |
| 2004 | The Chronicles of Riddick                          |                                                                                           |
| 2004 | The Bourne Supremacy                               |                                                                                           |
| 2005 | La guerra de los mundos                            | Nominado al Óscar a Mejores efectos visuales                                              |
| 2005 | Jarhead                                            |                                                                                           |
| 2005 | Munich                                             |                                                                                           |
| 2008 | Las crónicas de Spiderwick                         |                                                                                           |
| 2008 | Indiana Jones y el reino de la calavera de cristal | Nominado al BAFTA a Mejores efectos visuales                                              |
| 2010 | The Last Airbender                                 |                                                                                           |
| 2012 | Battleship                                         |                                                                                           |
| 2013 | Pain & Gain                                        |                                                                                           |
| 2014 | Tortugas Ninja                                     |                                                                                           |
| 2016 | Silencio                                           |                                                                                           |
| 2016 | Teenage Mutant Ninja Turtles: Out of the Shadows   |                                                                                           |
| 2017 | La momia                                           |                                                                                           |
| 2019 | El irlandés                                        | Nominado al Óscar a Mejores efectos visuales Nominado al BAFTA a Mejores efectos visuales |

### Director
| Año  | Título                                             | Comentario            |
| ---- | -------------------------------------------------- | --------------------- |
| 2008 | Indiana Jones y el reino de la calavera de cristal | Asistente de director |
| 2014 | Las tortugas ninja                                 | Asistente de director |
| 2016 | Teenage Mutant Ninja Turtles: Out of the Shadows   | Asistente de director |
| 2016 | Tiempo de dragones                                 |                       |

## Premios y distinciones
Premios Óscar
| Año  | Categoría                | Película                                     | Resultado |
| ---- | ------------------------ | -------------------------------------------- | --------- |
| 2003 | Mejores efectos visuales | Star Wars: Episode II - Attack of the Clones | Nominado  |
| 2006 | Mejores efectos visuales | La guerra de los mundos                      | Nominado  |
| 2020 | Mejores efectos visuales | El irlandés                                  | Nominado  |

Premios BAFTA
| Año  | Categoría                | Película                                           | Resultado |
| ---- | ------------------------ | -------------------------------------------------- | --------- |
| 2009 | Mejores efectos visuales | Indiana Jones y el reino de la calavera de cristal | Nominado  |
| 2020 | Mejores efectos visuales | El irlandés                                        | Nominado  |

Premios Saturn
| Año  | Categoría                | Película                                           | Resultado |
| ---- | ------------------------ | -------------------------------------------------- | --------- |
| 2003 | Mejores efectos visuales | Star Wars: Episode II - Attack of the Clones       | Ganador   |
| 2004 | Mejores efectos visuales | Terminator 3: La rebelión de las máquinas          | Nominado  |
| 2005 | Mejores efectos visuales | Las crónicas de Riddick                            | Nominado  |
| 2006 | Mejores efectos visuales | La guerra de los mundos                            | Nominado  |
| 2009 | Mejores efectos visuales | Indiana Jones y el reino de la calavera de cristal | Nominado  |
| 2013 | Mejores efectos visuales | Battleship: Batalla Naval                          | Nominado  |